# Volume licensing
Nelle licenze software, per Volume Licensing si intende un tipo di licenza che consente installazioni multiple di un software su diverse macchine tramite un unico numero seriale. I consumatori di tali licenze sono solitamente imprese, istituti governativi o educativi, con prezzi per contratti multi licenza che variano in base alla tipologia, alla quantità e al termine di abbonamento applicato. Per esempio, i software targati Microsoft sono disponibili tramite dei contratti multi licenza che includono Windows e Office.